# Vera Atkins
Vera Maria Rosenberg, coneguda com a Vera May Atkins o Vera Atkins, i col·loquialment com La mestra, (Galați, 16 de juny, 1908 - Hastings, 24 de juny, 2000) va ser una espia britànica d'origen romanès que va exercir durant la Segona Guerra Mundial.

## Biografia
Atkins era filla de jueus. La seva mare, Hilda Atkins, era anglesa i el seu pare, Max Rosenberg, alemany. A la dècada de 1930, Vera Atkins va ser naturalitzada britànica, i el 1933, després de la defunció del seu pare, va emigrar al costat de la seva mare a Londres. Va estudiar a Lausana i Londres, i es va graduar en Llengües Modernes a la Sorbona de París. A París la va reclutar com a espia el canadenc William Stephenson, el mateix que va inspirar a Ian Fleming per a crear la figura de James Bond.
El 1940, a l'inici de la Segona Guerra Mundial, Atkins va fugir a Londres. Allí, la seva primera missió va ser intentar desxifrar els codis Enigma d'Alemanya. Va formar part de Direcció d'Operacions Especials britànica reclutant i entrenant espies com la nord-americana Virginia Hall, i organitzant cèl·lules per a la seva secció F (de França). Encara que el cap de la secció F era Maurice Buckmaster, molts consideraven a Atkins el cervell darrere seu. Va ser la cap de les dones espies que es van llançar en paracaigudes durant la guerra per coordinar la resistència. Després de la guerra, va formar part de la Secció Jurídica de la Comissió Britànica de Crims de Guerra a Alemanya per intentar localitzar els agents que no van tornar dels camps de concentració.
Va morir a Hastings, Sussex, el 24 de juny de 2000 a l'edat de 92 anys. Es creu que Atkins va poder inspirar Ian Fleming en la creació del personatge Miss Moneypenny a James Bond.

## Reconeixements
Va rebre la Creu de Guerra. El 1987 va ser nomenada Comandant de la Legió d'Honor pel govern de França. El 1997 va ser nomenada comandant de l'Ordre de l'Imperi Britànic per la reina Isabel II.